# AMO-4
AMO-4 (ros. АМО-4) – autobus produkowany przez firmę ZiŁ (wówczas AMO) w latach 1932–1934. Do napędu użyto silnika R6 o pojemności 4,9 l. Moc przenoszona była na oś tylną poprzez 4-biegową manualną skrzynię biegów. Pojazd przewozić mógł 22 pasażerów.
Autobus oparty był na ciężarówce AMO-3.

## Dane techniczne

### Silnik
- R6 4,9 l, 2 zawory na cylinder, benzynowy, SV
- Układ zasilania: gaźnik
- Średnica cylindra × skok tłoka: b/d
- Stopień sprężania: 4,6:1
- Moc maksymalna: 60 KM
- Maksymalny moment obrotowy: 220 Nm

### Osiągi
- Prędkość maksymalna: 60 km/h (załadowany)
- Średnie zużycie paliwa: 33,0 l / 100 km